# Марія Жудіт де Карвалью
Марі́я Жу́діт де Карва́лью (порт. Maria Judite de Carvalho; *18 вересня 1921, Лісабон — 18 січня 1998, там же) — португальська письменниця. 

## Біографія
Виросла сиротою.  
Навчалась на філологічному факультеті Лісабонського університету (відділення германської філології).
Активно співпрацювала з португальськими газетами та часописами.
У період від 1949 до 1998 року жила у Франції та Бельгії.   
10 червня 1992 року була удостоєна Ордена інфанта Енріке. 
Була одружена з Урбану Родрігішем. 
Померла у 1998 році.

## Творчість
Попри якість та глибину її письма (між комічним та гротескним, у трагічному, інколи іронічно викривленому стилі), авторка залишається практично невідомою широкій публіці.
Бібліографія
- «Такі-то люди, Мар'яно!» (Tanta Gente, Mariana, оповідання), Lisboa: Arcádia, 1959.
- «Збережені слова» (As Palavras Poupadas, оповідання), Lisboa: Arcádia,1961. (Prémio Camilo Castelo Branco).
- «Краєвид без човнів» (Paisagem sem Barcos, оповідання), Lisboa: Arcádia, 1963.
- «Порожні шафи» (Os Armários Vazios, роман), Lisboa: Portugália, 1966.
- «Його кохання до Етель» (O Seu Amor por Etel, новела), Lisboa: Movimento, 1967.
- «Квіти телефоном» (Flores ao Telefone, оповідання), Lisboa: Portugália, 1968.
- «Ідолопоклонники» (Os Idólatras, оповідання), Lisboa: Prelo, 1969.
- «Час милосердя» (Tempo de Mercês, оповідання), Lisboa: Seara Nova, 1973.
- A Janela Fingida (хроніки), Lisboa: Seara Nova, 1975.
- «Жінка» (Mulher), Mem Martins: Europa-América, 1976.
- O Homem no Arame (тексти, опубліковані в Diário de Lisboa у 1970-1975 рр.), Amadora: Bertrand, 1979.
- Além do Quadro (оповідання), Lisboa: O Jornal, 1983.
- Este Tempo (хроніки) Lisboa: Caminho, 1991 (Prémio da Crónica da Associação Portuguesa de Escritores).
- Seta Despedida (оповідання), Mem Martins: Europa América, 1995 (Prémio 'Máxima', Prémio da Associação Internacional dos Críticos Literários, Grande Prémio de Conto Camilo Castelo Branco, Prémio Vergílio Ferreira das Universidades Portuguesas).
- «Квітка зі стоялої води» (A Flor Que Havia na Água Parada, поезія), Mem Martins: Europa América,1998 (посмертно).
- «Посміємось?» (Havemos de Rir!, драматургія), Mem Martins: Europa América,1998 (посмертно).
- «Щоденники Емілії Браво» (Diários de Emília Bravo, хроніки), Lisboa: Caminho, 2002 (посмертно).